# Фушунь
Фушунь — місто, розташоване в північно-східній частині Китаю на річці Хуньхе в провінції Ляонін. У місті проживає понад 1 340 000 осіб (за оцінкою 2010 року).

## Клімат
Місто знаходиться у зоні, котра характеризується вологим континентальним кліматом зі спекотним літом. Найтепліший місяць — липень із середньою температурою 23.9 °C (75 °F). Найхолодніший місяць — січень, із середньою температурою -12.3 °С (9.9 °F).
| Клімат Фушуня           | Клімат Фушуня | Клімат Фушуня | Клімат Фушуня | Клімат Фушуня | Клімат Фушуня | Клімат Фушуня | Клімат Фушуня | Клімат Фушуня | Клімат Фушуня | Клімат Фушуня | Клімат Фушуня | Клімат Фушуня | Клімат Фушуня |
| Показник                | Січ.          | Лют.          | Бер.          | Квіт.         | Трав.         | Черв.         | Лип.          | Серп.         | Вер.          | Жовт.         | Лист.         | Груд.         | Рік           |
| Середня температура, °C | −12,3         | −8,9          | −0,1          | 8,9           | 16,1          | 20,8          | 23,9          | 23            | 16,7          | 9             | −0,4          | −8,8          | 7,3           |
| Норма опадів, мм        | 7             | 8.5           | 16.2          | 43.3          | 59            | 95.5          | 184.6         | 171.3         | 77            | 43.9          | 19.1          | 8.9           | 734.3         |
| Днів з опадами          | 4,3           | 4,4           | 5,2           | 7,4           | 10            | 12,5          | 15,9          | 13            | 8,7           | 7,9           | 6             | 4,3           | 99,6          |
| Вологість повітря, %    | 64.4          | 60            | 53.9          | 52.1          | 54.2          | 66.1          | 77.9          | 78.2          | 69            | 64.5          | 65            | 63.8          | 64.1          |
| ----------------------- | ------------- | ------------- | ------------- | ------------- | ------------- | ------------- | ------------- | ------------- | ------------- | ------------- | ------------- | ------------- | ------------- |
| Джерело: Weatherbase    |               |               |               |               |               |               |               |               |               |               |               |               |               |

## Адміністративний поділ
Префектура поділяється на 4 райони та 3 повіти (два з них є автономними):
| Карта                                                                                | Карта             | Карта          | Карта            |
| ------------------------------------------------------------------------------------ | ----------------- | -------------- | ---------------- |
| ① ② ③ Дунчжоу Фушунь Цін'юань-Маньчжур Сіньбінь-Маньчжур ① Ванхуа ② Шуньчен ③ Сіньфу |                   |                |                  |
| Статус                                                                               | Назва             | Оригінал       | Населення (2020) |
| Район                                                                                | Ванхуа            | 望花区         | 396 257          |
| Район                                                                                | Дунчжоу           | 东洲区         | 236 731          |
| Район                                                                                | Сіньфу            | 新抚区         | 222 984          |
| Район                                                                                | Шуньчен           | 顺城区         | 466 126          |
| Повіт                                                                                | Фушунь            | 抚顺县         | 83 125           |
| Автономний повіт                                                                     | Сіньбінь-Маньчжур | 新宾满族自治县 | 217 259          |
| Автономний повіт                                                                     | Цін'юань-Маньчжур | 清原满族自治县 | 238 890          |

## Економіка
Місто Фушунь виникло як шахтарське поселення на початку 20 сторіччя, коли тут почалися розробка та видобуток вугілля. У промисловості міста переважають металургія, машинобудування, металообробка, кам'яновугільна і хімічна галузі. Фушунь виділяється як один з найбільших центрів вуглевидобутку в Китаї.
Підприємства, шахти та житлові квартали тягнуться довгою смугою, протяжністю в кілька десятків кілометрів уздовж річки Хуньхе.

## Туризм
Біля міста знаходяться гробниці імператорів династій Мін та Цін.